# Obrium coomani
Obrium coomani är en skalbaggsart som beskrevs av Maurice Pic 1927. Obrium coomani ingår i släktet Obrium och familjen långhorningar. Inga underarter finns listade i Catalogue of Life.